# 25 april
25 april är den 115:e dagen på året i den gregorianska kalendern (116:e under skottår). Det återstår 250 dagar av året.

## Återkommande bemärkelsedagar

### Flaggdagar
- Portugal: Frihetsdagen (till minne av Nejlikerevolutionen 1974)
- Italien: Festa della Liberazione. Årsdagen av befrielsen från Mussolinis välde och Nazitysklands ockupation 1945.

### Helgdagar
- Påskdagen firas i västerländsk kristendom för att högtidlighålla Jesu återuppståndelse efter korsfästelsen, åren 1802, 1886, 1943, 2038. Det är det sista datumet som påskdagen kan infalla på.

## Namnsdagar

### I den svenska almanackan
- Nuvarande – Markus
- Föregående i bokstavsordning
  - Marika – Namnet infördes på dagens datum 1986, men flyttades 1993 till 22 oktober, där det har funnits sedan dess.
  - Mark – Namnet infördes på dagens datum 1986, men utgick 2001.
  - Markus – Namnet har, till minne av evangelisten med detta namn, funnits på dagens datum sedan gammalt och har inte flyttats.
- Föregående i kronologisk ordning
  - Före 1901 – Markus
  - 1901–1985 – Markus
  - 1986–1992 – Markus, Marika och Mark
  - 1993–2000 – Markus och Mark
  - Från 2001 – Markus
- Källor
  - Brylla, Eva (red.): Namnlängdsboken, Norstedts ordbok, Stockholm, 2000. ISBN 91-7227-204-X
  - af Klintberg, Bengt: Namnen i almanackan, Norstedts ordbok, Stockholm, 2001. ISBN 91-7227-292-9

### Finlandssvenska almanackan
- Nuvarande från 2025[1] – Markus, Marco, Mark
- I föregående revideringar[a][2]
  - 1929–2009 – Markus
  - 2010–2014 – Markus, Mark
  - 2015–2024 – Markus, Mark, Marco

## Händelser
- 404 f.Kr. – Aten, som är fullt av flyktingar och försvagat av pest och hunger, kapitulerar till fiendestaden Sparta och därmed avslutas det peloponnesiska kriget, som har varat mellan dessa stadsstater sedan 431 f.Kr. Strax därefter sluts fred, där Aten får behålla sin självständighet, men förlorar sina kolonier och får en marionettregering, som kommer att kallas ”De trettio tyrannernas oligarki”.
- 1844 – Spanien erkänner sin tidigare koloni Chile som en självständig republik. Det har då gått 26 år sedan Chile 1818 utropade sin självständighet från Spanien.[3]
- 1859 – Över fyra år efter att beslut om bygget har fattats tas det första spadtaget på Suezkanalen mellan Medelhavet och Röda havet. Kanalen, som blir 169 kilometer lång, tar tio år att bygga och ägs till att börja med av ett fransk-egyptiskt bolag, men så småningom börjar britterna köpa aktier i det och 1882 tar Storbritannien kontrollen över kanalområdet och behåller den till 1952.
- 1915 – Brittiska, franska och italienska styrkor ur ententen inleder en landstigning på den turkiska halvön Gallipoli vid Dardanellerna. Målet är att man ska inta den osmanska huvudstaden Konstantinopel, men efter nio månader av bittra strider kan man konstatera, att slaget vid Gallipoli har blivit ett stort misslyckande och den 9 januari 1916 retirerar de sista ententenstyrkorna från området. Den brittiske marinministern Winston Churchill, som är en av initiativtagarna till operationen, utsätts efter misslyckandet för skarp kritik och tvingas avgå från sin post.
- 1945
  - Amerikanska och sovjetiska trupper möts i den tyska staden Torgau vid floden Elbe. Därmed har andra världskrigets öst- och västfronter i Europa nått fram till varandra och det tyskkontrollerade området är skuret i två delar, varför dagen kommer att kallas Elbe Day (Elbe-dagen, då trupperna möts vid Elbe). Samma dag blir den tyska huvudstaden Berlin helt inringad av ryssarna, som har intagit den en vecka senare.
  - En konferens inleds i San Francisco på amerikanska västkusten, vilken kommer att pågå till 26 juni. Under denna förhandlar delegater från 50 länder fram ett fördrag, enligt vilket man ska upprätta en internationell, fredsbevarande organisation, för att i framtiden undvika ett så förödande krig, som det andra världskriget har varit. Organisationen, som kommer att kallas Förenta nationerna (FN), grundas officiellt den 24 oktober samma år, då en majoritet av de undertecknande länderna ratificerar fördraget.
- 1974 – Den fascistdiktatoriska militärjunta, som har styrt Portugal sedan 1926, störtas av socialister och liberaler i den relativt oblodiga Nejlikerevolutionen (endast fyra dödsoffer). Landet demokratiseras snart och på dagen ett år senare (25 april 1975) hålls det första fria och demokratiska parlamentsvalet i Portugal på 50 år.
- 1980 – En av de största arbetsmarknadskonflikterna i Sveriges historia utbryter, då 14 000 offentligt anställda tas ut i strejk. Arbetsgivarna svarar med lockout och innan konflikten avslutas är omkring 700 000 anställda antingen i strejk eller lockout, vilket är 19 procent av Sveriges dåvarande totala arbetskraft. Den 12 maj går Svenska Arbetsgivareföreningen (SAF) med på Landsorganisationens (LO) krav på högre löner och därmed avslutas konflikten.
- 2015
  - Ebba Busch utses till Kristdemokraternas partiledare.[4]
  - B.B.S.Sugarlight och kusken Peter Untersteiner vinner Olympiatravet på rekordtid.[5]

## Födda
- 1214 – Ludvig IX, känd som Ludvig den helige, kung av Frankrike 1226–1270
- 1284 – Edvard II, kung av England och herre över Irland 1307–1327
- 1287 – Roger Mortimer, engelsk adelsman, älskare till Edvard II:s gemål drottning Isabella av Frankrike
- 1599 – Oliver Cromwell, lordprotektor över England, Skottland och Irland 1653–1658
- 1767 – Nicolas Charles Oudinot, fransk militär marskalk av Frankrike
- 1770 – Georg Sverdrup, norsk filolog
- 1772
  - James Burrill, amerikansk federalistisk politiker och jurist, senator för Rhode Island 1817–1820
  - Louis Deland, svensk sångare, skådespelare och balettmästare
- 1826 – John Long Routt, amerikansk republikansk politiker, guvernör i Colorado 1876–1879 och 1891–1893
- 1840 – Pjotr Tjajkovskij, rysk tonsättare
- 1843 – Dwight M. Sabin, amerikansk republikansk politiker, senator för Minnesota 1883–1889
- 1852 – Fritz Eckert, svensk arkitekt
- 1862 – Edward Grey, brittisk liberal politiker, Storbritanniens utrikesminister 1905–1916 och ambassadör i USA 1919–1920
- 1866 – Paul O. Husting, amerikansk demokratisk politiker, senator för Wisconsin 1915–1917
- 1874 – Guglielmo Marconi, italiensk uppfinnare och fysiker, mottagare av Nobelpriset i fysik 1909
- 1883 – Semjon Budjonnyj, sovjetisk militär och marskalk
- 1887 – Gösta Sandels, svensk målare
- 1900
  - Wolfgang Pauli, österrikisk fysiker, mottagare av Nobelpriset i fysik 1945
  - Elsa Wallin, svensk operettsångare och skådespelare
  - Anders Boman, svensk skådespelare och biografdirektör
- 1902 – Per Aabel, norsk skådespelare
- 1903 – Andrej Kolmogorov, rysk matematiker
- 1906 – Sally Salminen, finländsk författare
- 1907 – Kirsten Heiberg, norsk-tysk skådespelare
- 1911 – Karl-Gustaf Hildebrand, svensk professor, författare, och psalmförfattare
- 1917 – Ella Fitzgerald, amerikansk jazzsångare
- 1921 – Karel Appel, nederländsk skulptör och keramiker
- 1922 – Georges Cottier, schweizisk kardinal
- 1923
  - Anita Björk, svensk skådespelare
  - Melissa Hayden, kanadensisk ballerina
  - Albert King, amerikansk gitarrist och sångare
- 1924 – Ragnar Jahn, svensk skådespelare
- 1927 – Albert Uderzo, fransk tecknare, skapare av seriefiguren Asterix
- 1931 – Erna Groth, svensk skådespelare, sångare och scripta
- 1933 – Per Gunnar Evander, svensk författare, manusförfattare och regissör
- 1935 – James Peebles, amerikansk astronom, kosmolog, mottagare av Nobelpriset i fysik 2019
- 1938 – Christina Lindström, svensk skådespelare
- 1939 – Patrick Lichfield, brittisk fotograf
- 1940 – Al Pacino, amerikansk skådespelare
- 1943 – Ljubov Tiurina, sovjetisk volleybollspelare
- 1945 – Björn Ulvaeus, svensk artist och kompositiör, medlem i gruppen Abba
- 1946
  - Talia Shire, amerikansk skådespelare
  - Vladimir Zjirinovskij, rysk militär och politiker, partiledare för Rysslands liberaldemokratiska parti
- 1950 – Staffan Scheja, svensk pianist och professor
- 1951 – Susanne Hallvares, svensk skådespelare
- 1961
  - Agneta Andersson, svensk kanotist, bragdmedaljör
  - Juha Sipilä, finländsk centerpartistisk politiker, statsminister 2015–2019
- 1964
  - Hank Azaria, amerikansk skådespelare
  - Andy Bell, brittisk sångare och musiker, medlem i gruppen Erasure
- 1969 – Renée Zellweger, amerikansk skådespelare
- 1970
  - Jason Lee, amerikansk skådespelare och skateboardåkare
  - Jason Wiles, amerikansk skådespelare
- 1972 – Sofia Helin, svensk skådespelare
- 1977 – Linda Zilliacus, finlandssvensk skådespelare
- 1981
  - Felipe Massa, brasiliansk racerförare
  - Anja Pärson, svensk alpin skidåkare, bragdmedaljör
- 1987 – Dick Axelsson, svensk ishockeyspelare
- 1988 – Sara Paxton, amerikansk skådespelare och sångare
- 1996 – Nils van der Poel, svensk skridskoåkare, OS-guld på 5000 m och 10000 m 2022, mottagare av Svenska Dagbladets guldmedalj 2022

## Avlidna
- 1342 – Benedictus XII, omkring 57, påve sedan 1334
- 1566 – Diane de Poitiers, 66, fransk hovdam och hertiginna, älskarinna till kung Henrik II
- 1595 – Torquato Tasso, 51, italiensk diktare
- 1734 – Johann Konrad Dippel, 60, tysk läkare, teolog och alkemist
- 1744 – Anders Celsius, 42, svensk vetenskapsman och astronom, skapare av temperaturskalan Celsius
- 1750 – Olof Petrus Hjorter, omkring 54, svensk astronom
- 1851 – Joseph Lecompte, 53, amerikansk politiker, kongressledamot 1825–1833
- 1867 – Isak Georg Stenman, 51, svensk författare
- 1868 – William Cabell Rives, 74, amerikansk politiker och diplomat, senator för Virginia 1832–1834, 1836–1839 och 1841–1845, USA:s minister i Frankrike 1829–1832 och 1849–1853
- 1878 – Anna Sewell, 58, brittisk författare
- 1920 – Clarine Seymour, 21, amerikansk skådespelare
- 1922 – Henning Hammarlund, 64, svensk urmakare, författare och fabrikör
- 1926 – Ellen Key, 76, svensk författare, pedagog och feminist
- 1943 – Kurt von Hammerstein-Equord, 64, tysk friherre och general
- 1945 – Humbert Achamer-Pifrader, 44, tysk SS-officer (stupad)
- 1947 – Friedrich Wilhelm Kritzinger, 57, tysk nazistisk politiker
- 1948 – Eric von Rosen, 68, svensk godsägare, forskningsresande och etnograf
- 1967 – Walter Lindström, 74, svensk skådespelare
- 1972 – George Sanders, 65, brittisk-amerikansk skådespelare
- 1973
  - Tanzan Ishibashi, 88, japansk journalist och politiker, Japans premiärminister 1956–1957
  - Rune Lindström, 57, svensk manusförfattare och skådespelare
- 1974 – Jascha Golowanjuk, 69, svensk författare, violinist och skådespelare
- 1976 – Carol Reed, 69, amerikansk regissör, Den tredje mannen
- 1980 – Mario Bava, 65, italiensk regissör, fotograf och producent
- 1982 – John Cody, 74, amerikansk ärkebiskop och kardinal
- 1988 – Valerie Solanas, 52, amerikansk feminist och författare
- 1995 – Ginger Rogers, 83, amerikansk skådespelare och dansare
- 1996 – Saul Bass, 75, amerikansk grafisk designer
- 1997 – Osmo Isaksson, 79, finländsk-svensk målare, tecknare och grafiker
- 1998 – Egon Engström, 61, svensk skådespelare
- 1999
  - Roman Hruska, 94, amerikansk republikansk politiker, senator för Nebraska 1954–1976
  - Roger Troutman, 47, amerikansk funkmusiker, sångare i gruppen Zapp (mördad)
  - Martti Simojoki, 90, finländsk kyrkoman, ärkebiskop i Åbo stift 1964–1978
- 2001 – Michele Alboreto, 44, italiensk racerförare
- 2002 – Lisa Lopes, 30, amerikansk rappare och låtskrivare
- 2006 – Jane Jacobs, 89, amerikansk författare samt arkitektur- och stadsplaneringskritiker
- 2009 – Beatrice Arthur, 86, amerikansk skådespelare
- 2011
  - Gonzalo Rojas, 93, chilensk författare
  - Poly Styrene, 53, brittisk sångare och musiker, medlem i punkrockbandet X-Ray Spex
- 2014
  - Christer Söderlund, 71, svensk skådespelare
  - Tito Vilanova, 45, spansk fotbollsspelare och -tränare
  - Stefanie Zweig, 81, tysk författare
- 2016 – Wolfgang Rohde, 66, tysk musiker, trumslagare i gruppen Die Toten Hosen
- 2019
  - Svante Grundberg, 75, svensk skådespelare, författare, regissör och ståuppkomiker
  - John Havlicek, 79, amerikansk basketspelare
- 2020 – Per Olov Enquist, 85, svensk författare och regissör
- 2023 – Harry Belafonte, 96, amerikansk skådespelare och sångare, aktivist för mänskliga och medborgerliga rättigheter